# Масло мяты перечной
Масло мяты перечной — продукт перегонки листьев перечной мяты, применяемый, главным образом, в медицине в качестве спазмолитического лекарственного средства и в кулинарии для добавления аромата мяты в выпечку, десерты и сладости.

## Производство
Масло получается водной или паровой гонкой из свежей или высушенной перечной мяты, срезанной в момент полного цветения, в количестве 0,3—1,5 %. Очищается повторной ректификацией и предварительным перед окончательной перегонкой взбалтыванием с сулемой для удаления сернистых соединений. Выдержка улучшает аромат масла, свежеполученное оно никогда не обладает тонким запахом.

## Применение в медицине
Экстракт мяты перечной давно используется в медицине для облегчения симптомов простуды и гриппа, а также для уменьшения вздутия живота и метеоризма, в частности при синдроме раздраженного кишечника. Также экстракт мяты перечной используется как противовоспалительное средство для лечения артрита и ревматизма, для облегчения боли при менструальных болях, головной и зубной болях., для лечения герпеса.

### Фармакологическое действие
Механизм действия обусловлен входящими в состав масла ментолом, азуленом и флавоноидами, обладающими спазмолитическим и желчегонным эффектом благодаря их раздражающему действию на нервные окончания слизистых оболочек. Точных данных о фармакодинамике препарата нет по причине его сложного состава.

### Показания
Препарат эффективен при следующих показаниях: колики, насморк, дисменорея, расстройство желудка, воспаление рта или глотки, тошнота или рвота, болевой синдром, респираторные инфекции, головные боли напряжения.
Кокрановский систематический обзор показал, что масло мяты перечной, наравне с другими спазмолитиками (пинаверия бромид, тримебутин, циметропия бромид / дицикломин), значительно превосходит плацебо в целях устранения симптомов синдрома раздраженного кишечника.

### Режим дозирования
При синдроме раздражённого кишечника: внутрь по 0,2-0,4 мл три раза в день в промежутках между приёмами пищи. Для снятия послеоперационной тошноты: ингаляции по 0,2 мл в 2 мл физраствора. При головных болях напряжения применяется местно, при необходимости — каждые 15-30 минут до снятия боли. При тошноте, рвоте, спастических болях органов желудочно-кишечного тракта применяют таблетки для рассасывания в соответствии с инструкцией.

### Лекарственные формы
В России препарат на основе масла перечной мяты доступен в аптечной сети в виде таблеток для рассасывания (торговое наименование: мятные таблетки), содержащих 2,5 мг масла, и настойки (торговое наименование: мяты перечной настойка) с содержанием масла 50 мг/мл. Также оно входит в состав некоторых распространённых комбинированных препаратов: «Ингалипт», «Корвалол», «Пектусин», «Уролесан», бальзам «Золотая звезда», «Валокордин», «Корвалол».